# Balistyka zewnętrzna
Balistyka zewnętrzna – dział balistyki zajmujący się badaniem praw ruchu pocisku w powietrzu od chwili jego wylotu z przewodu lufy lub od momentu powylotowego działania gazów prochowych do chwili uderzenia w cel oraz badający zjawiska od których ruch ten zależy.
Jej podstawowym zadaniem jest określanie współrzędnych i prędkości środka masy pocisku, określenie stabilizacji obrotowej i brzechwowej pocisku oraz różnych czynników wpływających na jego lot. Dzieli się ona na teoretyczną i doświadczalną. Do działań balistyki teoretycznej należy formułowanie i rozwiązywanie równań ruchu brył materialnych w ośrodku gazowym. Doświadczalna bada opływ ciał w tunelach aerodynamicznych, mierzy prędkość lotu i współrzędne toru pocisku, określa współczynnik sił aerodynamicznych i ich zależność od kształtu pocisku. Wyniki wykorzystuje się przy projektowaniu broni i amunicji, sporządzaniu tablic strzelniczych oraz obliczaniu poprawek balistycznych i meteorologicznych.